# Giovanni Boldini

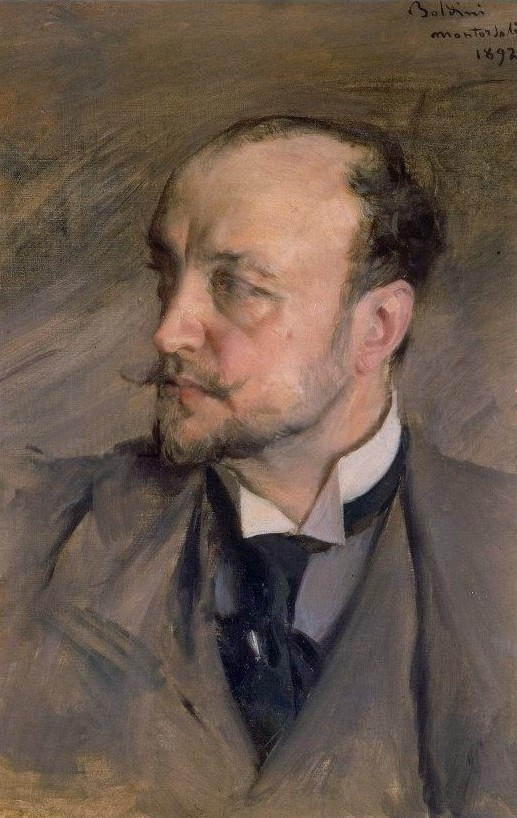
Giovanni Boldini (1892)

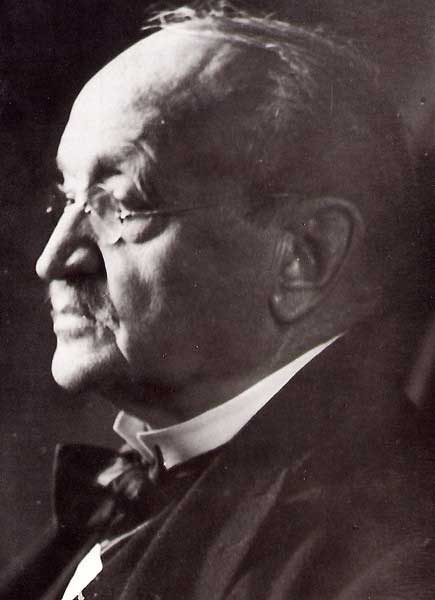
Giovanni Boldini (1910)

Giovanni Boldini (Ngày 31 tháng 12 năm 1842 – ngày 11 tháng 7 năm 1931) là một nhà họa sĩ người Ý về chân dung, thuộc về trường Trường của Paris. Theo một bài viết năm 1933 trong tạp chí Time, ông được ví như "Bậc thầy họa sĩ của Swish" bởi vì phong cách vẽ của ông.

## Tiểu sử
Boldini được sinh tại Ferrara, Ý, và là con của nhà họa sĩ tôn giáo. Ông đến Florence vào năm 1862 để học vẽ, và đã có dịp gặp họa sĩ Macchiaioli, nổi tiếng về những bức tranh sống động giống thật. Những ảnh hưởng từ nó đã thể hiện rõ qua các bức ảnh về phong cảnh biểu hiện một cách phản ứng tự động đến tự nhiện, tuy nhiên thành tựu làm ông nổi tiếng nhất là nghệ thuật vẽ chân dung.
Boldini đã có nhiều thành công lớn tại London về nghệ thuật chân dung. Từ năm 1872 Ông sống ở Paris, ông bắt đầu trở thành bạn với Edgar Degas. Ông còn trở thành bạn với nhà họa sĩ về thời trang nhất ở Paris vào cuối thế kỷ 19. Cùng với phong cách thanh thoát đã thể hiện ảnh hưởng của trường phái ấn tượng nhưng gần giống với phong cách của ông nhất lúc đường thời là họa sĩ John Singer Sargent và Paul Helleu. Ông đã được đề cử cho ủy viên hội động của Ý trong cuộc triển lãm Universelle (1889) vào năm 1889, và nhận được huy chương danh dự Bắc Đẩu Bội tinh.
Boldini từ trần vào năm 1931 tại Paris.

## Khám phá
Một bức tranh chân dung của Boldini về nữ diễn viên người Pháp, Marthe de Florian, đã được phát hiện trong một căn phòng ở Paris. Căn phòng đã bị khóa trong vòng 70 năm, khi vào trong người ta có cảm tưởng thời gian đã ngừng trôi từ năm 1900 với những các trưng bày và kiến trúc thời đó. Bức chân dung chưa bao giờ được đề cập, trưng bày hay xuất bản trước công chúng. Căn phòng đó thuộc về cháu gái của Florian, người đã bỏ trốn đến miền Nam Pháp trong thời chiến tranh thế giới thứ hai và không bao giờ trở về.
Một bức thư tình ngắn và tiểu sử của bức tranh vào năm 1898, lúc đó nữ diễn viên 24 tuổi, làm tính xác thật của bức tranh rõ ràng. Tại buổi bán đấu giá, bức tranh được bán với giá 2.1 triệu euro, một kỷ lục cho nhà họa sĩ.

## Văn hóa hiện nay
Giovanni Boldini là một nhân vật trong trong tác phẩm múa ba lê Franca Florio, regina di Palermo, được viết vào năm 2007 bởi tác giả người Ý Lorenzo Ferrero. Tác phẩm miêu tả câu chuyện của Donna Franca, là một người quý tộc Sicilian nổi tiếng với sắc đẹp khác thường là nguồn cảm hứng cho anh và nhiều nhà họa sĩ, nhà thơ, nhạc sĩ, và hoàng đế trong thời Belle Époque.

## Tác phẩm
- Chân dung về Lady Colin Campbell

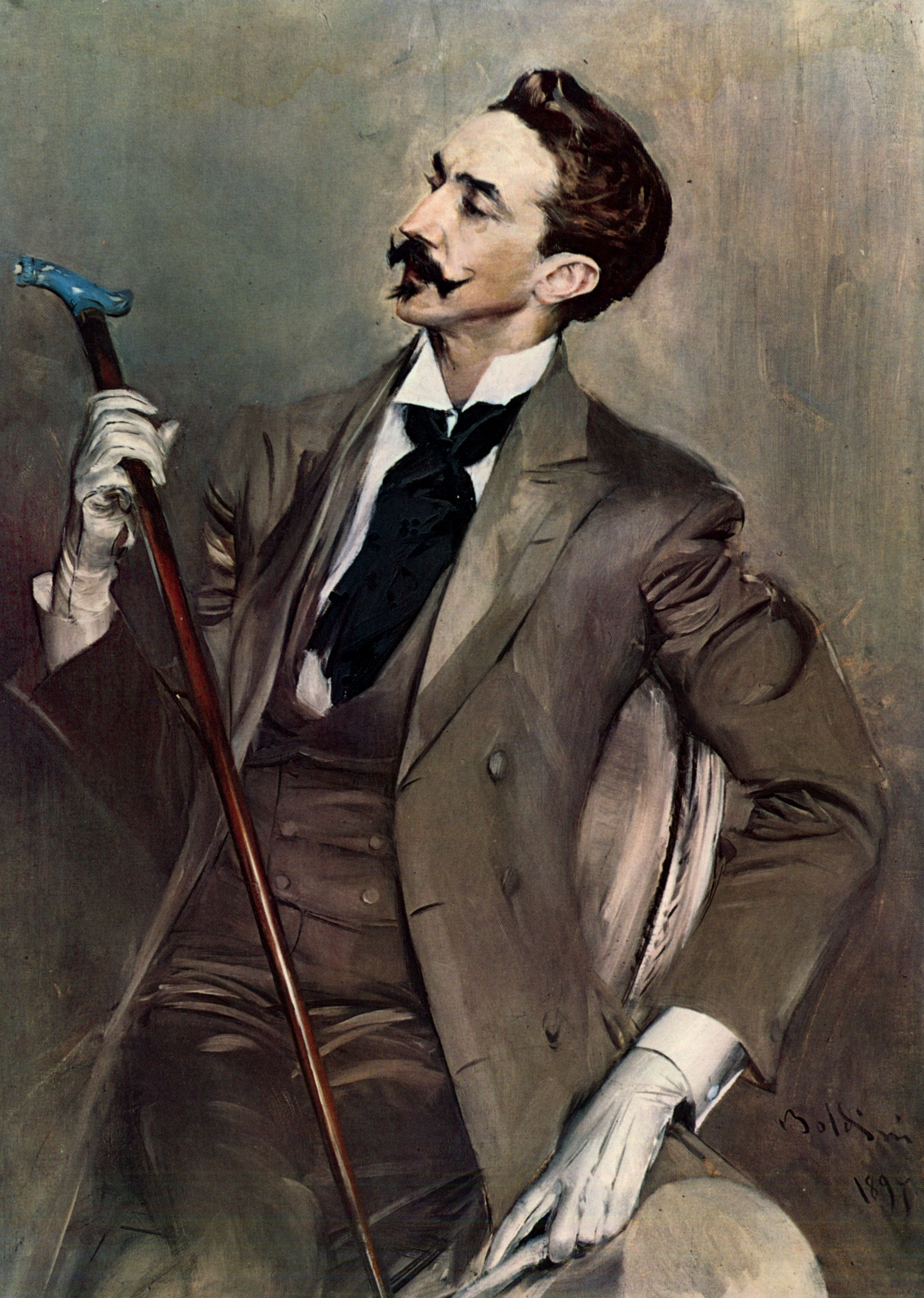
Chân dung năm 1897 vẽ bởi Giovanni Boldini về nhà thơ, viết văn, công tử Pháp Robert de Montesquiou (1855-1921)

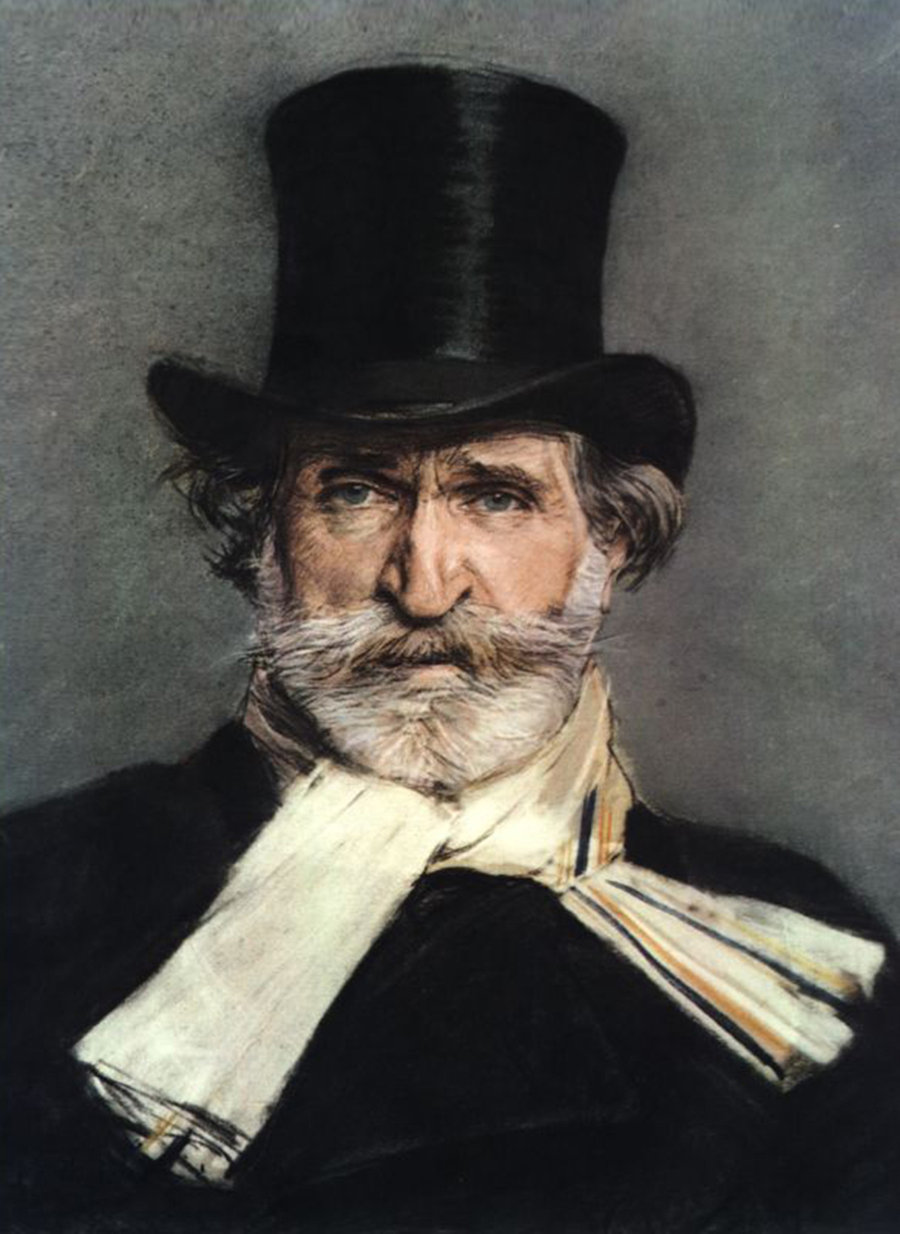
Chân dung vẽ bởi Boldini về nhà họa sĩ Giuseppe Verdi (Được trưng bày ở viện quốc gia nghệ thuật hiện đại ở Rome năm 1886)

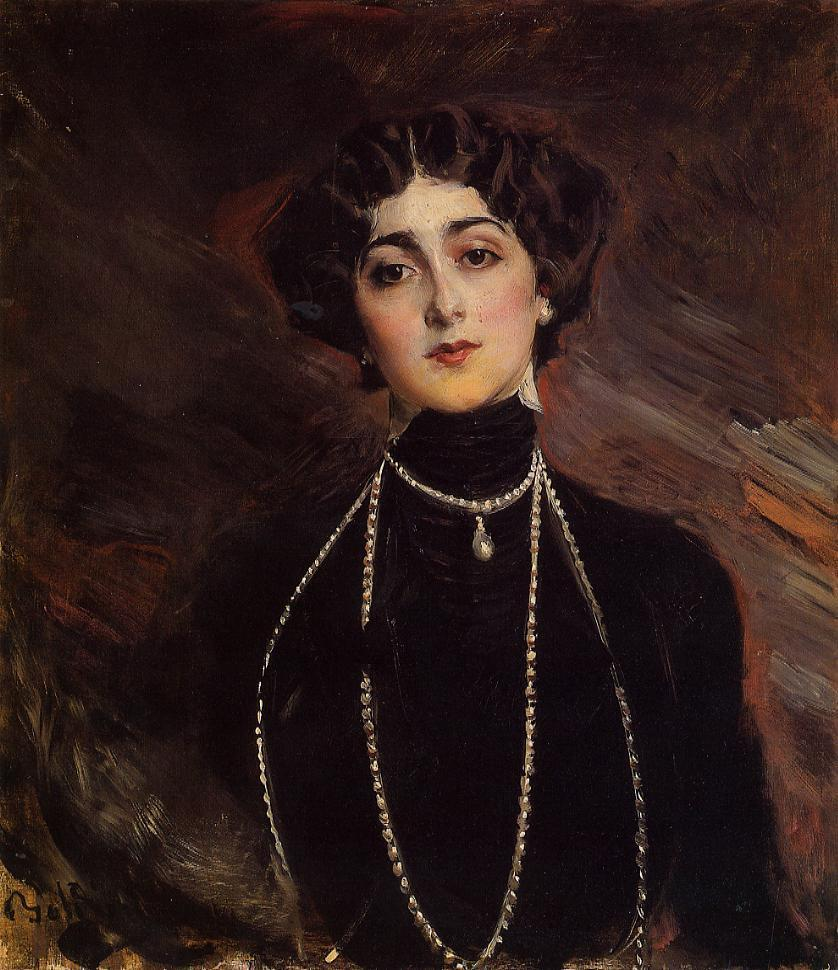
Chân dung về nghệ sĩ opêra Lina Cavalieri.

- Chân dung về một người đàn ông trong nhà thờ
- Chân dung về Rita de Acosta Lydig
- Chân dung về Lina Cavalieri
- Chân dung về Willy, the Writer Henri Gauthier-Villars
- Chân dung về Anita De La Feria, The Spanish Dancer
- Chân dung về Marchesa Luisa Casati, with a Greyhound
- Chân dung về Lady Phillips
- Chân dung về Madame Josephina Alvear de Errazuriz
- Chân dung về Princess Marthe Bibesco
- Chân dung về người phụ nữ, Lina Bilitis, với hai người Pekineses
- The Black Sash
- Chân dung về Howard-Johnston
- Chân dung về Mlle. de Gillespie, La Dame de Biarritz
- Chân dung về Donna Franca Florio
- Chân dung về Countess Zichy
- Chân dung về Madame Hugo, and her son
- Chân dung về Giovinetta Errazuriz
- Chân dung về Consuelo Vanderbilt, Duchess of Marlborough and her son, Lord Ivor Spencer-Churchill
- Chân dung về hai người phụ nữ Muriel và Consuelo Vanderbilt
- Chân dung về bên trong xưởng vẽ của các tác phẩm của Giovinetta Errazuriz
- Chân dung về Subercaseuse
- Chân dung về Georges Victor-Hugo và con của cô
- Chân dung về Marchesa Luisa Casati
- Studies for the Portrait of Marchesa Luisa Casati
- Chân dung về Robert de Montesquiou
- Chân dung về Giuseppe Verdi
- La Passeggiata al Bois
- Chân dung về Edgar Degas
- Chân dung về J. A. M. Whistler
- Hình về ông
- Place Pigalle
- The Connoisseur
- Gossip
- Delivering the Despatch
- Tranh về Bếp vườn
- Repose in the Atelier
- Chân dung về diễn viên múa người Tây Ban Nha

Với bộ sưu tầm của Vanderbilt trong Metropolitan Museum of Art vẫn còn giữ được hai bức còn nguyên, bức Người phụ nữ của hoàng đế đầu tiên và Des Parisiennes.